# Cycnoches schmidtianum
Cycnoches schmidtianum là một loài thực vật có hoa trong họ Lan. Loài này được Christenson & G.F.Carr mô tả khoa học đầu tiên năm 2001.